# Cupido menalcas
Cupido menalcas är en fjärilsart som beskrevs av Freyer 1837. Cupido menalcas ingår i släktet Cupido och familjen juvelvingar. Inga underarter finns listade i Catalogue of Life.